# G.U.サプライヤーズ
G.U.サプライヤーズは、大阪府大阪市港区弁天に本拠を置く食肉の流通会社。外国産畜産物の輸入、国内自社工場と国内・海外の提携工場による畜産加工品の製造・販売、及びコンサルティング業務を行っている。後継者不在などの問題を抱える企業に積極的にM&Aを行っている。また、創業者の方針で「経営者の輩出」に力を入れている。2020年8月には、国際的なデフォルト時などに日本で「肉類」が供給困難になった際に、一般消費者向けに現物で保障する保険とオプションを融合させた世界初スキームを開発、商品化した。

## 概要
1997年設立。2000年に、オーストラリア産牛肉に和牛脂をインジェクションし米こうじ菌で熟成をかける熟成肉の開発に成功。外食チェーンやレストランからのニーズを呼び込んだ。この技術を持っている加工所は当時、日本に4カ所しかなかったが、草間はいち早く着目し製品化した。2002年2月にはインターネット事業を開始。国内最大のBtoBサイトである インフォマート への参加、および宅配便との提携により、全国の外食店に毎日配送を可能とし、参加して2カ月目で月商1000万円、4カ月で1500万円を達成。半年で8000万円を売り上げサイト内売上金額を全国1位とする。地方ではそれまで大手ハムメーカー傘下の営業所から買うルートしかなかったが、同社が全国一律のプライスを発信したことで、業界に衝撃が走った。2003年のBSEパニックの際も、米国産牛に代わる切り札としてもてはやされた。さらに焼肉チェーン店などに欠かせない一口サイズにカットして凍結させたカルビ肉は、現場の省力化や廃棄ロス削減に大きく貢献した。外食企業への製品中心の販売から、商社的な原料売買中心のビジネスモデルへ転換したことを機に2007年には売り上げ80億円超を達成。『日本の食文化を世界に発信する』というキーワードをもとに、アジアを中心とした積極的なビジネス展開を行う。後継者不在などの問題を抱える企業に対しての積極的なM&Aを行い、2社の黒字化に成功している。
かつては安価な加工賃を求め、地方に加工を委託する業者が多く存在したが、子会社である自社工場を大阪市住之江区の南港周辺の好立地に置き、原料の運賃コストやタイムラグを抑えた結果、地方委託を見直す傾向が出てきたとしている。

### 社名の由来
「G.U.」は「グレープユニット」の略で、ブドウの房のような企業の集合体を目指すと同時に、人と人との繋がりを大切にする「グループユニット」という思いも込めている。経営者がどんどん独立していき、ブドウの房の様になるという意味合いを持ち、通常の会社の様なピラミッド構造ではなく、逆三角に房を結ぶブドウのように、水平な所(平等な立ち位置)から独立していける自由な社風という意味がある。

### 創業者と経営方針
創業者、草間弘人は関西学院大学法学部に入学後、在学中にイベント会社を学生ベンチャーとして立ち上げている。1997年、G.U.サプライヤーズを創業。設立から7年後の2005年までは社員を採用することなく、1人で年商25億円にまで育て上げた。2004年には、「海外から来た肉を日本で売りさばく仕事は、電話一本で進んでいく。食肉流通の世界は、金融業に近い感覚が必要だ。相場観が必要であり、株式取引と一緒だ」と発言している。2014年にはアメリカ・ケンタッキー州パドゥーカ市名誉市民賞を受賞。
草間は、現在の日本は、素晴らしい国ではあるが、欧米に比べて経営者に挑戦する若い人が少なすぎ、このままでは日本の将来は危ういと考えており、経営者の輩出に注力している。このため人事採用に関してはユニークな方針をとっており、将来経営者になりたい者を募り、その課題として「知り合いの経営者から推薦状を1本もらってくる」こととし、この提出をもって同社への正式なエントリーとしている。3次面談を最終とし、最終までには「3名」の経営者からの推薦状が必要である。

## 事業内容

### 外国産畜産物の輸入
牛、豚、鶏を中心として海外から畜産物を輸入、卸販売を行う。

### 畜産加工品の製造・販売
客のニーズに合った商品開発及び、自社工場と日本国内、海外の提携工場での加工。一次加工の外食店舗向けのスライスやカッティング、ミンチなどの食肉加工をはじめパッキングや、店舗でのオペレーションに合わせた包装や二次加工である味付け、加熱処理などの惣菜加工までを行う。

### コンサルティング業務
- 作業性、安全性、コストなどの顧客の抱える問題を各種の観点から解決する。例えば、畜産物の価格が高騰基調であれば、顧客と年間契約を交わすことで、一年間の供給量を安定価格で供給する[3]。
- 外食企業へのレシピ提案、製造工程の見直し提案配送のコストダウンやセンター配送の提案[3]。

### ブラック・スワン食料保障
2020年8月、国際的なデフォルト、預金封鎖、戦争やパンデミック時に日本で供給困難になることが予想される「肉類」を一般消費者向けに現物で保障する保険とオプションを融合させた世界初スキームを開発。金融庁より短期間にて問題なしとの回答を得て商品化。通常の保険とは異なり、天変地異や戦争などでは大半が免責となるが、同契約では食糧危機さえ発生すれば自動的に翌月から証明が不要で給付が受けられる。補償内容は現金ではなく現物である点が特徴で、保障は具体的には日経新聞の輸入生鮮・豚肉冷凍欄の価格が3,500円/kg以上になった場合に設定され、1口に対し1㎏の食肉（豚肉のロース、バラ、肩ロースのブロック肉。鶏肉であれば2kgのもも肉）の提供が10ヶ月に渡って受けられる。加入金は1口10,000円（税別）で、有効期限は1年間の掛け捨て型で1人25口まで加入可能としている。肉の在庫は第三者の管理による大阪4ヶ所、東京7ヶ所の営業冷蔵庫で分散保管され、毎月末に在庫の保管証明が発行される。
ちなみに創業者、草間弘人は第十三国立銀行(のちの三和銀行)の初代支配人および日本生命の創業メンバーである草間貞太郎を曽祖父に、また日本最初の経済学者といわれ、鴻池財閥を率いた草間直方など金融・保険に精通した一族を高祖に持つ。

## 沿革
- 1997年 - G.U.サプライヤーズを設立。「G.U.」は「グレープユニット」の略で、ぶどうの房のような企業の集合体を目指すと同時に、人と人との繋がりを大切にする「グループユニット」という思いが込められている。
- 2000年  - 直販事業を開始。オーストラリア産牛肉に和牛脂をインジェクションし、米こうじ菌で熟成をかける熟成肉の開発に成功。主にホテル・レストランチェーン向けの直販事業を開始。特にウエディング、バイキングに的を絞ったマーケティングで業績を伸ばす。焼肉チェーン店にも展開。BSE問題をクリアした商品であったことなどで大幅に増収。同製品の拡販に代理店制度を導入。
- 2002年  - 8000社が参加する国内最大のBtoBサイトであるインフォマートにて、インターネット事業を開始。宅急便との提携により、北海道から沖縄までの外食店120ヶ所以上に毎日配送を可能とし、半年でサイト内売上金額を日本一とする。主力商品をホテル中心から焼肉チェーン中心にシフトしたことで増収を達成。
- 2003年  - 資本金を3000万円に増資。BSEパニックが発生するも、同社製品が米国産牛に代わる切り札としてもてはやされた[2]。
- 2004年
  - それまでの外食企業中心の販売体制に加え、コンビニ、機内食、給食サービスなどにも展開。全国4ヶ所の加工場と提携し、本州すべてのエリアをカバーできる体制へ。
  - 資本金を5000万円に増資。
- 2005年  - 外食企業の飽和、原油高騰の兆しに、これまでの外食企業への製品中心の販売のビジネスモデルを一転し、商社的な原料売買中心のビジネスモデルへ転換。
- 2006年
  - 4月、新卒社員1期生が入社。
  - 韓国から「黒にんにく」を輸入開始。
- 2007年
  - 国産牛をはじめとする日本の食文化を海外に輸出する試みを開始。まずは香港・シンガポールなど、東南アジア地域を中心に市場調査を開始。　
  - 売上が80億円を越え、資本増強の必要性から資本金を7500万円に増資。
- 2008年
  - あらゆる商品で価格が高騰し、商社としてのビジネスモデルで成功を収める。さらにこの年より、あらたなビジネスモデルを模索。『日本の食文化を世界に発信する』というキーワードをもとに、アジアを中心とした積極的な現地調査を展開。
- 2010年 - 後継者難の水産業界に新たなソリューションを提供すべく、営業譲渡先として明石に「明石櫻庵」を設立。
- 2012年
  - オリジナル性商品の開発・製造を目的として、食品加工会社に資本注入しグループ会社化。
  - 商品PRにおけるデザイン力の重要性・必要性を感じ、デザイン企画会社に資本参加。
  - 事業継続が困難になった、大阪市南港の食品加工場を事業譲渡により取得。
- 2013年
  - 資本金を9500万円に増資。　　　　　　　　　　　　　　　　　　　　　　　　　　　　　　　　　　　　　　　　　　　　　　　　　　　
  - 100%子会社「T.A.G.フードファクトリーズ株式会社」設立。
- 2015年 - 子会社の明石櫻庵が大手居酒屋チェーンへの納入に成功し、瀬戸内海産のタコの取り扱量でトップクラスのシェアを獲得。
- 2016年 - スペインにおいて、熟成肉の開発に着手。セブンフードと共同で開発した製品で「地中海ポーク」として商標登録し、大手ラーメンチェーンやしゃぶしゃぶチェーンで導入が進んでいる[20]。
- 2017年 - 新開発の熟成肉が大手外食チェーン2社に採用される。
- 2020年 - 8月、国際的なデフォルト時などに日本で供給困難になることが予想される「肉類」を一般消費者向けに現物で保障する保険とオプションを融合させた世界初のスキームを開発、商品化する[6][7][8][9]。

[以上]

## 所在地

### 本社
大阪府大阪市港区弁天1-2-1 ベイタワー16階

### 子会社
- 明石櫻庵株式会社

大阪府大阪市住之江区平林北2-6-8
- T.A.G.フードファクトリーズ株式会社

大阪府大阪市住之江区平林北2-6-8
※その他、海外提携工場をベトナムとシンガポールに持つ。

## 主要取引先
- エスフーズ
- 中日本フード
- 伊藤ハム
- 物語コーポレーション
- トリドール
- ギフト
- JBイレブン
- モンテローザ